# Graf Cohn
Graf Cohn ist ein deutscher Stummfilm aus dem Jahre 1923 von Carl Boese mit Bernd Aldor in der Titelrolle sowie Johannes Riemann, Hermann Vallentin und Xenia Desni in weiteren Hauptrollen. Der Geschichte liegt der gleichnamige Roman von Paul Langenscheidt zugrunde.

## Handlung
Isidor Cohn ist ein Produkt seiner Zeit, der Weimarer Republik mit ihren politischen wie ökonomischen Instabilitäten, der Bedrohung von außen (französische Besetzung der westrheinischen Gebiete) und der Hyperinflation im Innern, die die Menschen reihenweise in die Arbeitslosigkeit und bittere Armut treibt. Einer der Glücksritter jener unruhigen Jahre ist ein jüdischer Verleger und heißt Isidor Cohn. Der gesellschaftlich etwas ungelenke Sohn des Verlagsbuchhändlers Siegfried Cohn fühlt sich unglücklich und eingeengt durch die Strenge des Vaters. Isidor sehnt sich nach Glanz und Glück, nach dem „ganz großen Leben“. Er glaubt, dass sein Erfolg nicht nur vom Fleiß, sondern auch vom eigenen Namen abhängt. In Vertretung des Vaters reist Isidor nach Bodenbach, um dort das Lager eines Verlagsbuchhändlers zu übernehmen. Dieser Mann führt Isidor in eine ganz neue Welt ein, wo der Fremde mit seiner etwas unbeholfenen Art Lächeln in die Gesichter der Menschen zaubert.
Buchhändler von Gellert sagt Isidor, er würde am liebsten alles verkaufen, weil er fortziehen und vollkommen von vorn anfangen möchte. In Cohn erwacht der Traum vom Reichtum und dass er mit diesem Besitz als Basis für seine Zukunft seinen Zielen als Parvenu näher kommen dürfte. Im Haus von Gellerts lernt Isidor Komtess Dora Holm kennen, die ihn verzaubert. Wieder daheim, ist zwischenzeitlich Cohns Vater verstorben, sodass Isidor wider Erwarten über Nacht zu einem reichen Mann geworden ist. Nun kann Isidor all seine Träume verwirklichen: Er übersiedelt nach Bodenbach, kauft den gesamten Gellert’schen Besitz und wird mithilfe des Barons Sternau, einem innigen Verehrer Gräfin Doras, mit den feinen Manieren der so genannten „besseren Kreise“ bekannt gemacht. Dies ist der Beginn des gesellschaftlichen Aufstiegs Isidor Cohns, der mit der Verlobung Isidors mit Komtess Dora gekrönt werden soll.
Doras Onkel möchte gern ein eigenes Werk durch Isidor veröffentlicht sehen. Der Geschäftsmann in Isidor weiß, dass er unbedingt die Finger davon lassen sollte. Doch der Onkel ist clever genug seine Zustimmung zur Verlobung Isidors mit Doras mit der Buchveröffentlichung zu verknüpfen. Und so stimmt Cohn beidem schließlich zu. Durch eine Intrige entzweit der Onkel zuerst Baron Sternau und seine ihn liebende Flamme Dora und bringt diese danach mit Isidor zusammen. Doch weder Isidors verlegerischer Familiengefallen noch die Ehe mit seiner jungen Frau erweist sich als Glücksgriff, denn die holde Gattin sperrt den ungeliebten Ehemann konsequent aus dem ehelichen Schlafgemach und wirft sein Geld mit vollen Händen aus dem Fenster heraus. „Graf“ Cohns Niedergang ist allumfassend: Er hat seine Frau verloren, sein Geld und schließlich sogar seine Ehre und sein Ansehen. In der Erkenntnis, dass er sich verrannt und sogar seinen jüdischen Glauben verraten hat, worin er schließlich all sein Unglück begründet sieht, gibt Graf Cohn seine Gattin frei und kehrt zu seiner gläubigen Mutter zurück, einer einfachen Frau, deren Opferbereitschaft und Liebe zu ihrem Sohn ihm endlich wieder inneren Halt gibt.

## Produktionsnotizen
Graf Cohn passierte am 8. Dezember 1923 die Filmzensur und wurde am 5. Februar 1924 in Berlin erstmals gezeigt. Zuvor ist eine österreichische Präsentation im September 1923 nachgewiesen. Der Sechsakter besaß eine Länge von 2056 Metern.
Die Filmbauten gestaltete Kurt Richter.

## Kritiken
Wiens Filmbote meinte: „Nicht immer gelingt es, die starke Wirkung eines Romanes auf das nach dem selben geschaffene Filmwerk zu übertragen. Vielfach fehlt der Filmgestaltung die psychologische Vertiefung… Bei dem neuen Filmwerk „Graf Cohn“ ereignet sich nun das Gegenteil: Die Verfilmung ist fast noch wirksamer als die epische Gestaltung. (…) Die Regie Carl Boeses verdient reiches Lob.“
Die Filmwelt kam zu einem ganz anderen Schluss: „Der Titel ist marktschreierisch und unmotiviert. Der Inhalt ziemlich langweilig. Wenn außer der guten Regie und dem vorzüglichen Spiel der Darsteller … noch etwas dem Film Entschuldigung für seine Existenz bieten kann, so ist es die Tatsache, daß er ja nur die redlich durchgeführte Verfilmung des Langenscheidtschen Buches darstellt“.
Der Tag stieß ins selbe Horn. Hier hieß es: „Ein guter Titel ist viel wert. (…) Wenn so ein Titel sehr auffallend, frappant und anziehend ist, dann liegt der Verdacht nahe, dass er die ursprüngliche und erste … und zugleich letzte Idee zum Film war. (…) Der Name Graf Cohn klingt nämlich gar nicht gut. Weder im noch über dem Film. Weder als Titel des Helden noch als Titel des Stückes. Hier wie dort klingt er unecht und abgeschmackt“.